# Кизеловская пещера
Кизеловская (Виашерская) пещера — карстовая пещера в Кизеловском городском округе Пермского края.

## Описание
Кизеловские пещеры — общее название группы пещер, относящихся к Кизеловскому карстовому району Западно-Уральской складчатой зоны, очень богатому полостями (здесь их по состоянию на 2020 год описано 319). Среди них Кизеловская Виашерская пещера — длиннейшая в Пермском крае, и Тёмная — наиболее глубокая. 
Виашерская пещера четырёхъярусная, коридорно-гротовая, лабиринтовая. Пещера имеет два входа — Старый и Новый, расположенные неподалёку друг от друга в десятиметровом известняковом уступе на правом склоне малой реки Виашер в черте города Кизела, на улице Пещерной. Первый ярус располагается на уровне входа и на несколько метров ниже его, второй на 8-10, третий на 15-20 метров ниже входа. Четвёртый ярус ниже третьего ещё на 10 метров. Общая протяжённость ходов пещеры составляет 7,6 км. Максимальная глубина — 43 метра. В пещере более 90 гротов, самые крупные - Исполин, Амфитеатр, Дружбы Спелеологов, Ильича, Радуга. Самый большой грот — Исполин, имеет длину 17 и высоту 20 метров. В одном из гротов есть небольшое озеро глубиной 3 м.
Пещера имеет статус памятника природы регионального значения.
Пещера выделяется большим количеством костей животных, найденных в ней. Различаются два слоя: верхний накопился в результате деятельности хищников, а нижний главным образом в результате гибели большого пещерного медведя во время зимней спячки. В верхнем слое преобладают остатки копытных: лошади, северного оленя, бизона, сайги, овцебыка, а также донского зайца; в нижнем остатки большого пещерного медведя составляют 80 % всех костей.

## История
Виашерская пещера открыта ещё в 1873 году, при строительстве дороги Кизел — Александровск. Первый план был составлен В. Н. Грамматчиковым в 1909 году, а в литературе описана А. А. Васильевым и Н. С. Шеиным в 1932 году.
Новая часть открыта нижнетагильскими спелеологами в 1971 году, второй вход и ещё одна часть в 1973 году спелеологами Березниковской спелеосекции «Карст» и закартирована спелеологами городов Перми, Березников и Кизела в 1973—1984 гг.

## Интересные факты
- Кизеловская пещера при раскопках дала самую большую в мире коллекцию костей малого пещерного медведя (Ursus savini) — 1997 экземпляров от 26 особей. Возраст найденных остатков составляет более 48 500 лет[6].
- В проходе «Горе толстяков» впервые[источник не указан 3535 дней] в стране обнаружен пещерный жемчуг[5].